# Baylor Bears

Il logo dei Baylor Bears

Con il termine di Baylor Bears ci si riferisce alle squadre sportive della Baylor University l'unica scuola privata che appartiene alla Big 12 Conference, una delle più prestigiose nei campionati degli sport universitari statunitensi. 
Esse comprendono varie discipline divise sia per settore maschile che femminile, fra le varie squadre quella più famosa è quella di atletica leggera, diretta per 42 anni dall'istruttore Clyde Hart. Michael Johnson, Jeremy Wariner e Darold Williamson, vincitori della medaglia d'oro ai Giochi olimpici, provengono da qui.
Inoltre i Baylor Bears vantano cinque titoli nazionali:
- Tennis maschile nel 2004[3]
- Basket femminile nel 2005, 2012 e 2019[4]
- Basket maschile nel 2021[5]

## Settore maschile
- Baseball
- Basket, dove hanno militato Vinnie Johnson, Terry Teagle, David Wesley, Brian Skinner e Perry Jones.
- Corsa campestre
- Football americano, dove hanno militato Robert Griffin III e Mike Singletary.
- Rugby
- Golf
- Tennis
- Atletica leggera, dove hanno militato Michael Johnson e Jeremy Wariner.

## Settore femminile
- Basket, dove hanno militato Sophia Young, Bernice Mosby, Suzie Snider-Eppers, Brittney Griner, Odyssey Sims, Kalani Brown, Lauren Cox, DiDi Richards e NaLyssa Smith.
- Corsa Campestre
- Equitazione
- Golf
- Rugby
- Softball
- Tennis
- Atletica leggera
- Pallavolo